# Copa Chile de Básquetbol 2011
La Copa Chile 2011 fue la primera edición de la naciente copa chilena. Fue disputa por 35 equipos de todo el país, llegando hasta la final los cuadros de Boston College y Liceo Mixto, consagrándose como campeón este último en la definición final a 5 partidos por un claro marcador de 3-1.
Fue jugada desde el 16 de abril de hasta el 10 de julio de 2011.

## Antecedentes
En el año 2010 el básquetbol chileno sufrió una crisis y se dividió la División Mayor del Básquetbol de Chile para crear una nueva liga paralela a ésta, la Liga Nacional. 
La Federación de Básquetbol de Chile se encargó de administrar la nueva liga como oficial y única dentro del país. Pero además se creó una competencia doméstica para acompañar a la liga, naciendo así la Copa Chile.

## Sistema de Campeonato
El torneo comienza con la fase grupal, siete grupos, donde los equipos están ubicados por zonas geográficas. Clasifican los tres primeros de cada grupo además de los tres mejores cuartos lugares.
Finalizada esta fase salen 24 equipos que inician los playoffs, quedando emparejados el primer clasificado con el último, y así sucesivamente. Esta etapa es sin cercanía geográfica y las llaves se definen en una serie al mejor de tres. Los cuadros se eliminan hasta los cuartos de final con tres  parejas, clasificando a las semifinales los vencedores de las llaves y el mejor perdedor. En las semifinales y la final, se enfrentan al mejor de cinco encuentros.

## Fase de grupos

### Grupo A
| Nombre              | Ciudad   | Cancha                      |
| ------------------- | -------- | --------------------------- |
| Universidad Austral | Valdivia | Municipal Antonio Azurmendy |
| Osorno Básquetbol   | Osorno   | Monumental María Gallardo   |
| Las Ánimas          | Valdivia | Municipal Antonio Azurmendy |
| Español de Osorno   | Osorno   | Monumental María Gallardo   |
| Deportivo Valdivia  | Valdivia | Municipal Antonio Azurmendy |

### Grupo B
| Nombre                    | Ciudad     | Cancha                            |
| ------------------------- | ---------- | --------------------------------- |
| Universidad de Concepción | Concepción | Casa del Deporte                  |
| Deportivo Alemán          | Concepción | Polideportivo San Pedro de La Paz |
| Deportivo Chillán         | Chillán    | Gimnasio Fiscal de Chillán        |
| Español de Talca          | Talca      | Gimnasio Cendyr Sur               |

### Grupo C
| Nombre              | Ciudad   | Cancha                   |
| ------------------- | -------- | ------------------------ |
| Boston College      | Santiago | Gimnasio Boston College  |
| Pedro Aguirre Cerda | Santiago | Gimnasio Municipal       |
| Sergio Ceppi        | Santiago | Gimnasio Sergio Ceppi    |
| Vocacional          | Conchalí | Gimnasio de Conchalí     |
| Stadio Italiano     | Santiago | Gimnasio Stadio Italiano |

### Grupo D
| Nombre               | Ciudad      | Cancha                          |
| -------------------- | ----------- | ------------------------------- |
| Universidad Católica | Las Condes  | Gimnasio Palestino              |
| Universidad de Chile | Santiago    | Gimnasio Municipal de Ñuñoa     |
| APACEMB              | Curacaví    | Gimnasio de Curacaví            |
| INBA                 | Santiago    | Gimnasio Instituto San Fernando |
| Palestino            | La Cisterna | Gimnasio Palestino              |
| Estadio Manquehue    | Manquehue   | Gimnasio Manquehue              |

### Grupo E
| Nombre                | Ciudad      | Cancha                            |
| --------------------- | ----------- | --------------------------------- |
| Municipal Puente Alto | Puente Alto | Gimnasio Municipal de Puente Alto |
| Estadio Español       | Santiago    | Estadio Español de Las Condes     |
| Los Sabuesos          | Santiago    | Gimnasio PDI                      |
| Brisas                | Santiago    | Gimnasio Club Brisas              |
| The Shadows           | Santiago    | Gimnasio Club The Shadows         |

### Grupo F
| Nombre            | Ciudad            | Cancha                            |
| ----------------- | ----------------- | --------------------------------- |
| Providencia       | Providencia       | Gimnasio de Providencia           |
| USACH             | Santiago de Chile | Polideportivo de Santiago         |
| Estrella Molina   | Quinta Normal     | Gimnasio de Quinta Normal         |
| Céfiro            | Puente Alto       | Gimnasio Municipal de Puente Alto |
| Árabe de Rancagua | Rancagua          | Gimnasio Asociación Rancagua      |

### Grupo G
| Nombre              | Ciudad     | Cancha                           |
| ------------------- | ---------- | -------------------------------- |
| Liceo Mixto         | Los Andes  | Gimnasio Juan Muñoz              |
| Arturo Prat         | San Felipe | Gimnasio Municipal de San Felipe |
| Árabe de San Felipe | San Felipe | Gimnasio Municipal de San Felipe |
| Salamanca           | Salamanca  | Gimnasio de Salamanca            |
| Colegio Los Leones  | Quilpué    | Gimnasio Colegio Los Leones      |

## Fase Final
|  | Cuartos de final     | Cuartos de final     | Cuartos de final     |                 |                | Semifinales          | Semifinales          | Semifinales          |  |                | Final                 | Final                 | Final                 |  |
|  | 7 al 13 de noviembre | 7 al 13 de noviembre | 7 al 13 de noviembre |                 |                | 27 al 5 de diciembre | 27 al 5 de diciembre | 27 al 5 de diciembre |  |                | 12 al 18 de diciembre | 12 al 18 de diciembre | 12 al 18 de diciembre |  |
|  |                      |                      |                      |                 |                |                      |                      |                      |  |                |                       |                       |                       |  |
|  |                      |                      |                      |                 |                |                      |                      |                      |  |                |                       |                       |                       |  |
|  | Boston College       | Boston College       | 2                    |                 |                |                      |                      |                      |  |                |                       |                       |                       |  |
|  | Boston College       | Boston College       | 2                    |                 |                |                      |                      |                      |  |                |                       |                       |                       |  |
|  | M. Puente Alto*      | M. Puente Alto*      | 1                    |                 |                |                      |                      |                      |  |                |                       |                       |                       |  |
|  | M. Puente Alto*      | M. Puente Alto*      | 1                    |                 | Boston College | Boston College       | 3                    |                      |  |                |                       |                       |                       |  |
|  |                      |                      |                      |                 | Boston College | Boston College       | 3                    |                      |  |                |                       |                       |                       |  |
|  |                      |                      | U.de Concepción      | U.de Concepción | 1              |                      |                      |                      |  |                |                       |                       |                       |  |
|  | U. de Concepción     | U. de Concepción     | U.de Concepción      | U.de Concepción | 1              | 2                    |                      |                      |  |                |                       |                       |                       |  |
|  | U. de Concepción     | U. de Concepción     |                      |                 |                |                      |                      |                      |  |                |                       |                       |                       |  |
|  | Osorno Básquetbol    | Osorno Básquetbol    | 0                    |                 |                |                      |                      |                      |  |                |                       |                       |                       |  |
|  | Osorno Básquetbol    | Osorno Básquetbol    | 0                    |                 |                |                      |                      |                      |  | Boston College | Boston College        | 1                     |                       |  |
|  |                      |                      |                      |                 |                |                      |                      |                      |  | Boston College | Boston College        | 1                     |                       |  |
|  |                      |                      | Liceo Mixto          | Liceo Mixto     | 3              |                      |                      |                      |  |                |                       |                       |                       |  |
|  | Español de Talca     | Español de Talca     | Liceo Mixto          | Liceo Mixto     | 3              | 0                    |                      |                      |  |                |                       |                       |                       |  |
|  | Español de Talca     | Español de Talca     |                      |                 |                |                      |                      |                      |  |                |                       |                       |                       |  |
|  | Liceo Mixto          | Liceo Mixto          | 2                    |                 |                |                      |                      |                      |  |                |                       |                       |                       |  |
|  | Liceo Mixto          | Liceo Mixto          | 2                    |                 | Liceo Mixto    | Liceo Mixto          | 3                    |                      |  |                |                       |                       |                       |  |
|  |                      |                      |                      |                 | Liceo Mixto    | Liceo Mixto          | 3                    |                      |  |                |                       |                       |                       |  |
|  |                      |                      | M. Puente Alto       | M. Puente Alto  | 1              |                      |                      |                      |  |                |                       |                       |                       |  |
|  |                      |                      | M. Puente Alto       | M. Puente Alto  | 1              |                      |                      |                      |  |                |                       |                       |                       |  |
|  |                      |                      |                      |                 |                |                      |                      |                      |  |                |                       |                       |                       |  |
|  |                      |                      |                      |                 |                |                      |                      |                      |  |                |                       |                       |                       |  |
|  |                      |                      |                      |                 |                |                      |                      |                      |  |                |                       |                       |                       |  |
|  |                      |                      |                      |                 |                |                      |                      |                      |  |                |                       |                       |                       |  |

*: Municipal Puente Alto clasifica a semifinales como mejor perdedor.

## Campeón
| Campeón Liceo Mixto 1º título |